# Tezozomoc
Tezozomoc, inny zapis: Tezozomok – władca miasta Azcapotzalco położonego w Dolinie Meksyku i członek plemienia Tepaneków. Za jego rządów miasto przeżywało ogromny rozkwit i spełniało rolę hegemona w regionie.
Miał trójkę dzieci: dwóch synów Maxtlę i Tayatzina, oraz córkę Ayauhcihuatl, którą wydał za mąż za władcę Tenochtitlán, Huitzilihuitla.
Tezozomok zmarł w 1426 roku, co wywołało gwałtowną zmianę na scenie politycznej. Władzę po ojcu objął ostatecznie Maxtla, zabijając swojego brata, popieranego przez Chimalpopoka, władcę Tenochtitlán